# برقوق البر الحلو

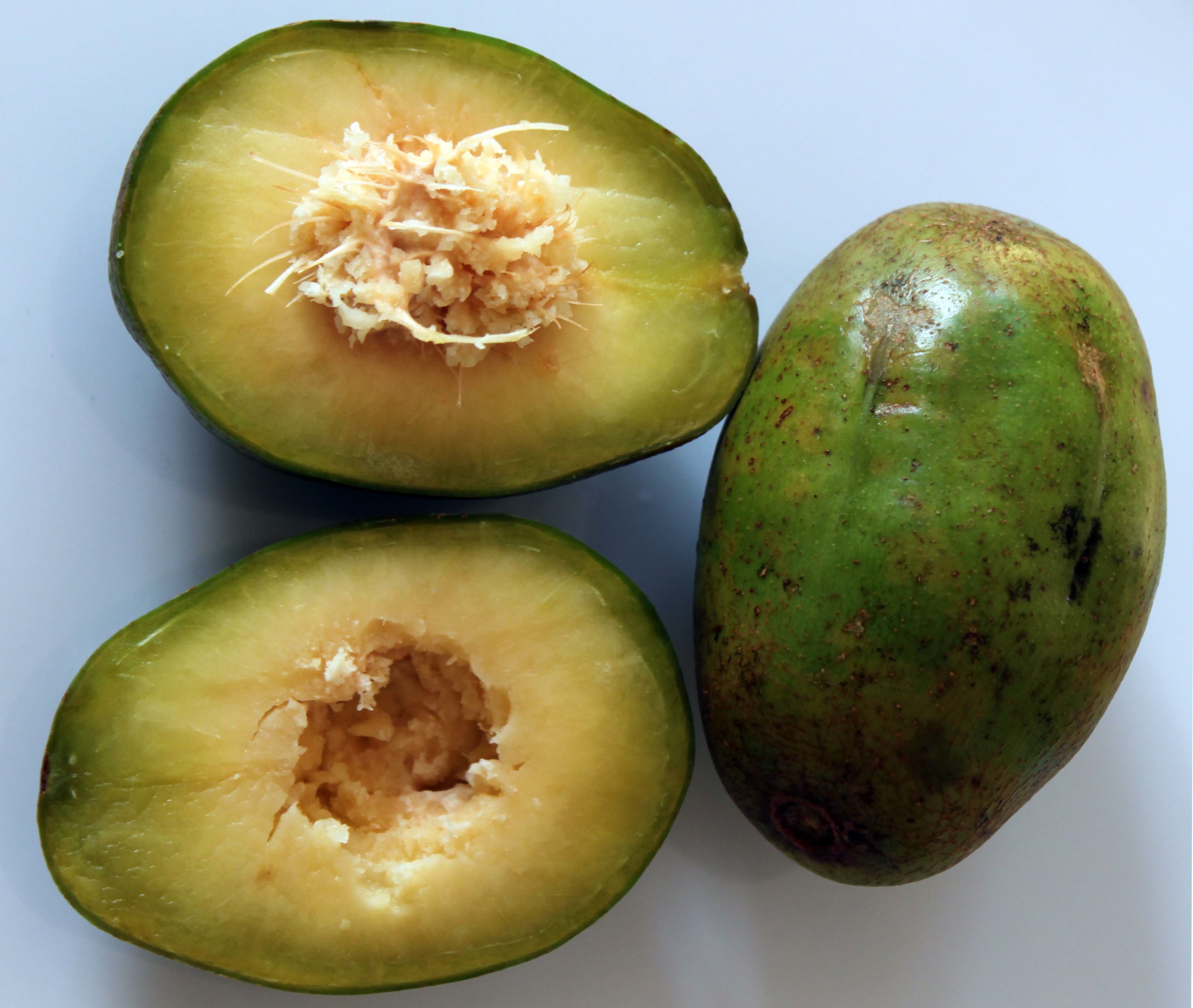
الفاكهة غير الناضجة

بَرقوق البَرّ الحلو، هي شجرة استوائية، تحتوي على فاكهة صالحة للأكل. يُعرف باسم التفاحة الذهبية في منطقة البحر الكاريبي الناطقة بالإنجليزية، وفي أماكن أخرى منه.